# Calcochloris
Genre
Le genre monospécifique Calcochloris appartient à la classe des mammifères.

## Liste des espèces
Ce genre de taupes dorées ne comprend qu'une espèce  :
- Calcochloris obtusirostris (Peters, 1851) Taupe dorée jaune

### SelonITIS
- sous-genre Calcochloris (Calcochloris) Mivart, 1867
  - Calcochloris obtusirostris (Peters, 1851)
- sous-genre Calcochloris (Huetia) Forcart, 1942
  - Calcochloris leucorhinus (Huet, 1885) Taupe dorée du Congo
  - Calcochloris tytonis (Simonetta, 1968) Taupe dorée de Somalie